# Armadillo (Roman)
Armadillo  ist der 1998 erschienene siebte Roman von William Boyd. Die deutsche Übersetzung von Chris Hirte erschien 1999.
Armadillo erzählt die Geschichte des jungen Versicherungsangestellten Lorimer Black im London der 1990er Jahre.
Der Roman umfasst zwanzig Kapitel und eine Reihe von eingeschobenen Tagebuch-Eintragungen Blacks.

## Inhalt
Lorimer Black arbeitet als Schadensregulierer einer Versicherung, der bei Eintritt eines versicherten Schadens den Fall auf möglichen Betrug hin untersucht und dabei mit viel Geschick versucht, die Geschädigten davon zu überzeugen, mit weniger Geld als ihnen zusteht zufrieden zu sein, indem er Betrug insinuiert. Seine Bezahlung beläuft sich auf eine Beteiligung an der eingesparten Summe.
Blacks eigentlicher Name ist Milomre Blocj, den er in das nicht ganz perfekte Anagramm „Lorimer Black“ abgeändert hat. Er stammt aus einer rumänischen Zigeunerfamilie, deren Mitglieder eine Taxifirma in Fulham betreiben und ihm regelmäßig das Geld aus der Tasche ziehen. Er sammelt antike Helme, hört afrikanische Musik, richtet sich gerade ein kleines Häuschen am Ostrand Londons ein, hat eine Affäre mit Stella Bull, der Besitzerin einer Gerüstbaufirma, und nimmt bei einem befreundeten Arzt am „Institut für Klarträume“ an einem Forschungsprojekt über Schlafstörungen teil. Sein Tagebuch nennt er „Das Buch der Verklärung“.
Als Black den Auftrag bekommt, Unregelmäßigkeiten bei einem Brand während der Bauten am Fedora Palace, einem Hotel-Hochhaus, zu untersuchen, passieren viele Dinge gleichzeitig. Er verliebt sich Hals über Kopf in die ihm völlig unbekannte Nachwuchsschauspielerin Flavia Malinverno, ein paranoider Rockstar freundet sich mit ihm an, sein Vater stirbt, er nimmt den Hund seiner Nachbarin in Pflege und sein Kollege Torquil Helvoir-Jaynes – dessen unaussprechlicher Name im englischen Originaltext zu ständigen Wortspielen führt – verwickelt ihn in die Intrigen seines Liebeslebens, zieht schließlich bei ihm ein und arbeitet dann auch noch sehr erfolgreich als Taxifahrer für seine Familie.
Der Hochhausbrand allerdings zieht weite Kreise: Black stößt auf eine Reihe von Unregelmäßigkeiten; die Betreiber einer Baufirma, die für den Brand verantwortlich ist, bedrohen Black körperlich und zünden sein Auto an. Schließlich entpuppt sich der gesamte Fedora Palace-Fall als großangelegter Versicherungsbetrug, bei dem die Versicherung selbst eine zentrale Rolle spielte – Black hat seine insistierenden Nachforschungen weit übertrieben und wird kaltgestellt mit der Beteuerung, bei Schweigeverhalten nach einem Jahr wieder seine alte Stelle einnehmen zu können. Black allerdings schreibt einen „Bericht über gewisse Mißbräuche im Zusammenhang mit der Versicherung des Fedora Palace Hotel“ und schickt ihn an die Medien und die Polizei. Am Ende des Romans reist er Flavia hinterher nach Wien in eine ungewisse Zukunft.

## Themen und Motive
Armadillo ist einerseits ein Roman über die Verwerfungen des Yuppietums der 90er Jahre, die Fixierung auf Äußerlichkeiten, Status, Geld und die damit einhergehenden Träume, Hoffnungen, Enttäuschungen und die ständigen Pläne, aber auch über die immer noch intakte englische Standesgesellschaft mit ihrem  Dünkel, den Privatclubs und den entsprechenden Standesgrenzen, die auch Geld nur bedingt überwinden kann, reine Ambition und Fähigkeiten hingegen gar nicht.
Armadillo ist auch ein literarisches Städteporträt Londons mit der Stadt als Netz, die ein endloses Trudeln und Durchfahren erfordert. Boyd hat dieses Thema in seinem späteren Roman Einfache Gewitter noch einmal aufgenommen.
Wie in einigen seiner anderen Romane variiert Boyd auch hier das Thema Identität und Differenz: Mehrere Figuren in Armadillo haben sich neue Namen zugelegt, einige der Namen sind nahezu unaussprechlich (Helvoir-Jayne, Blojc, Dymphna oder Sheriffmuir) und entziehen sich so einer eindeutigen Identifikation.
Das Motiv der Panzerung durchzieht den Roman, so etwa in der Helmsammlung des Protagonisten, aber auch im Titel, der Bezug nimmt auf den spanischen und englischen Namen des Gürteltiers, dessen Panzer fast die gesamte Körperoberfläche bedeckt.

## Verfilmung
- 2002 Armadillo, Fernsehfilm England/USA, (Regie: Howard Davies, mit Stephen Rea und James Frain)

## Ausgaben
- Englische Originalausgabe:  Armadillo; Verlag Hamish Hamilton, London 1998
- Deutschsprachige Erstausgabe:  Armadillo, dt. von Chris Hirte; Hanser, München 1999. ISBN 3-446-19644-7
- Taschenbuch: Armadillo, gleiche Übersetzung; Berlin-Verlag, Berlin 2011. ISBN 3-833-30741-2